# Ratecevo in Monte
Ratecevo in Monte (in sloveno Ratečevo Brdo) è un centro abitato della Slovenia, compreso nel comune di Bisterza.
Nella frazione si trova la parrocchiale dedicata alla Vergine Maria che dipende dalla diocesi di Capodistria.

## Storia
Nel 1924 il comune di Ratecevo in Monte fu soppresso e aggregato a Primano.
Nel 1947, con l'annessione alla Jugoslavia, entrò a far parte con il comune di Primano del comune di Bisterza.